# Шартайпаттана
«Шартайпаттана» (тайск. พรรคชาติไทยพัฒนา, в переводе Тайская партия развития нации) — тайская консервативная политическая партия.

## История
«Шартайпаттана» создана в марте 2008 года после принятия решения Конституционного суда Таиланда от 2 декабря 2008 года о ликвидации «Тайской народной партии», преемницей которой и стала данная партия. Суд также запретил исполнительным членам «Тайской народной партии» участвовать в политике в течение пяти лет. Многочисленные бывшие члены запрещённой партии к партии «Шартайпаттана».
Партия имеет сильную базу в провинции Супханбури. Перввым лидером стал Чумпол Синлапа-ача, младший брат бывшего премьер-министра Таиланда Банхана Синлапа-ача, которому Конституционный суд запретил заниматься политикой. 15 декабря 2008 года партия присоединилась к «Демократической партии», сформировав шестипартийное коалиционное правительство под руководством Апхисита Ветчачивы. В кабинет Ветчачивы от партии вошли: заместитель премьер-министра (Санан Качорнпрасарт), министр туризма и спорта (Чумпол Синлапа-ача), министр сельского хозяйства, а также заместителя министра транспорта.
На всеобщих выборах 3 июля 2011 года «Шартайпаттана» заключила союз с партией «Бумяжтай». Цель партии состояла в том, чтобы получить не менее 30–35 мест, и была даже надежда, что она сможет, как третья сторона, предложить «премьер-министра примирения». В итоге партия получила 19 из 500 мест в Палате представителей. В итоге «Шартайпаттана» присоединилась к коалиционному правительству, возглавляемому партией «Пхыа Тхаи» под руководством премьер-министра Йинглак Чиннават, которая была свергнута военными тремя годами позднее.
В 2019 году партия избрала своим председателем Канчану Синлапа-ачу, дочь бывшего премьер-министра Банханы Синлапа-ачи, чтобы возглавить список на предстоящих парламентских выборах.